# اومی وایدیا
اومی وایدیا (به انگلیسی: Omi Vaidya) (زاده ۱۰ ژانویه ۱۹۸۲) بازیگر، کارگردان، نویسنده آمریکایی است.
از فیلم‌های معروف او می‌توان به بازی در فیلم سه احمق، پسران هندی، بازیکنان، دل هنوز بچه است، باج‌گیری، ام‌آر-۹ و زوج شکن اشاره کرد.